# ب‌ام‌و هیدروژن ۷
بی ام و هیدروژن ۷ یک خودروی موتور احتراق داخلی هیدروژنی با تولید محدود است که از سال ۲۰۰۵ تا ۲۰۰۷  توسط سازنده خودرو آلمانی بی ام وساخته شده است . این خودرو بر اساس خط خودروهای سنتی بی ام و سری ۷ (E۶۵) بنزینی بی ام و و به طور خاص تر ۷۶۰Li ساخته شده است. این موتور از همان موتور 6 لیتری V-۱۲ مانند ۷۶۰i و ۷۶۰Li استفاده می کند. با این حال، اصلاح شده است تا امکان احتراق هیدروژن و همچنین بنزین را نیز فراهم کند و آن را به یک موتور دو ظرفیتی تبدیل کند. برخلاف بسیاری دیگر از خودروهای هیدروژنی فعلی مانند خودروهایی که توسط هیوندای، هوندا ، جنرال موتورز و دایملر AG تولید می شوند. – که از فناوری پیل سوختی و هیدروژن برای تولید برق برای تامین انرژی خودرو استفاده می کنند – بی ام و هیدروژن ۷ هیدروژن را در موتور احتراق داخلی می سوزاند.

## تولید

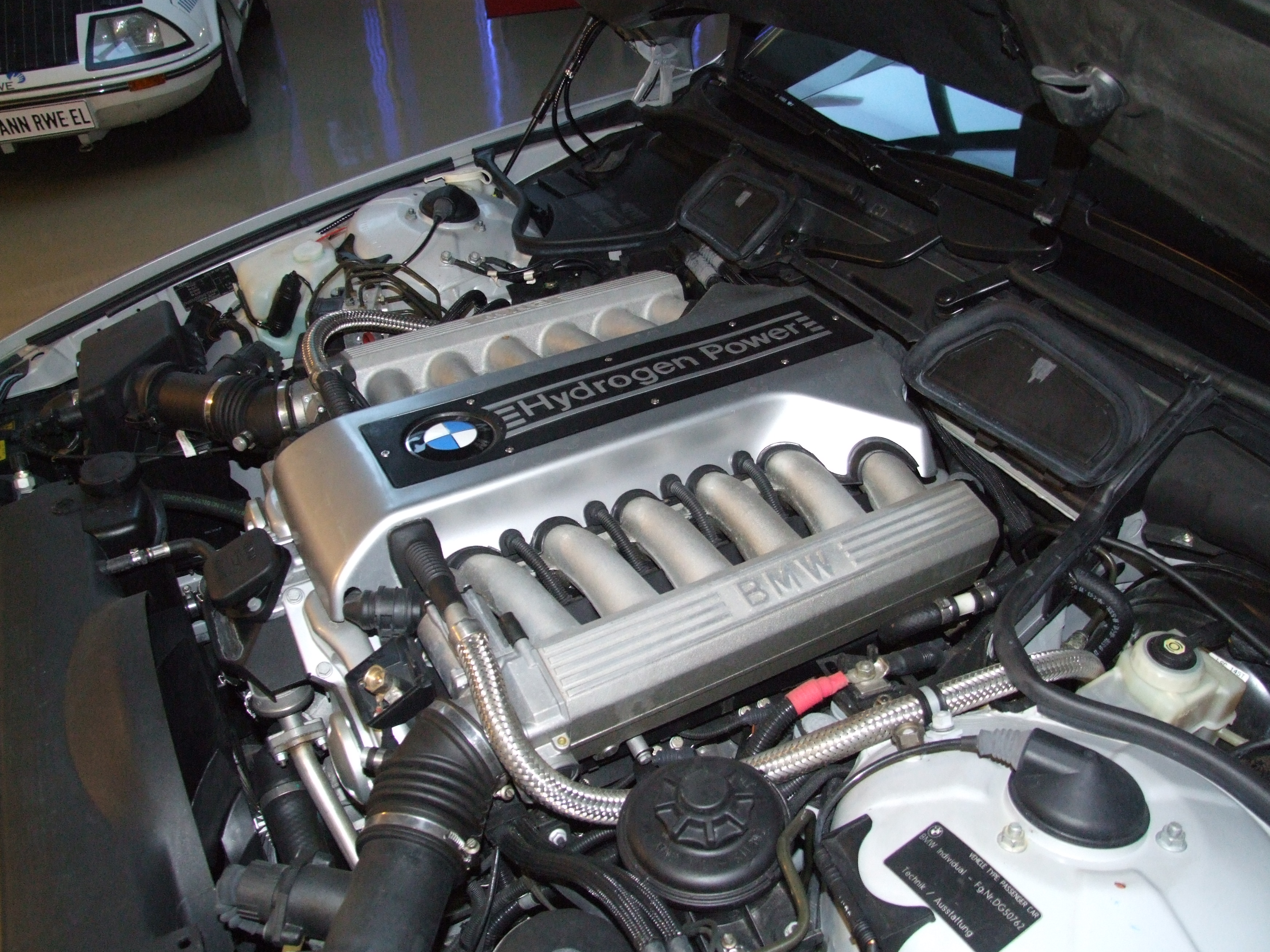
موتور 12 سیلندر هیدروژنی BMW Hydrogen 7

بی ام و ادعا می کند که هیدروژن ۷ "اولین خودروی هیدروژنی آماده تولید در جهان" است. تاکنون، هیدروژن ۷ برای منتخب اجاره دهندگان برجسته منتشر شده است. تنها ۱۰۰ وسیله نقلیه برای آزمایش فناوری خود تولید شد. بی‌ام‌و گفت که چهره‌های عمومی مانند سیاستمداران، چهره‌های رسانه‌ای، تاجران و نام‌های بزرگ صنعت سرگرمی مانند فلوریان هنکل فون دانرزمارک، کارگردان برنده جایزه اسکار سال ۲۰۰۷ و اریش سیکست، رئیس Sixt AG را انتخاب می‌کند، زیرا «آنها سفیران ایده‌آلی خواهند بود. برای سوخت هیدروژنی و می تواند به گسترش آگاهی در مورد نیاز به چنین فناوری هایی کمک کند.
در مورد اینکه آیا این فناوری هرگز به تولید بزرگتری وارد خواهد شد یا خیر، شک وجود دارد، حتی اگر فناوری سوخت هیدروژنی به حد امکان اقتصادی و «سبز» برسد، و همچنین زیرساخت مورد نیاز برای تقاضای خودروهای هیدروژنی را داشته باشد.  هیدروژن ۷ نسبت به بسیاری از کامیون ها سوخت بیشتری مصرف می کند و ۱۳.۹ لیتر در ۱۰۰ کیلومتر برای بنزین (بنزین) و ۵۰ لیتر در ۱۰۰ کیلومتر برای هیدروژن مصرف می کند.  
با این وجود، سوخت هیدروژنی (چه در پیل های سوختی به انرژی تبدیل شود و چه در موتورهای احتراق داخلی سوزانده شود) آنقدر که به نظر می رسد سبز نیست.  به ویژه هنگامی که شما همچنین در نظر بگیرید که تولید هیدروژن مایع به مقادیر زیادی انرژی نیاز دارد. این خودرو همچنین گران‌تر از خواهرش ۷۶۰ Li خواهد بود (هیچ قیمت خرده‌فروشی اعلام نشده است)، که بزرگترین و گران‌ترین سدان بی‌ام‌و با قیمت پایه بیش از ۱۱۸۰۰۰ دلار است، بنابراین جذابیت گسترده آن را کاهش می‌دهد.  تا نوامبر ۲۰۰۶، تنها پنج جایگاه سوخت در سراسر جهان وجود داشت که از فناوری پر کردن بی‌ام‌و پشتیبانی می‌کردند، که موانعی را برای قابل استفاده کردن این خودرو ایجاد کرد.

## منبع
1. ↑  BMW Model Archive - List of E-Codes
2. ↑  "BMW EfficientDynamics : BMW CleanEnergy : BMW AG". Archived from the original on 2011-09-23. Retrieved 2008-04-03.
3. ↑  Coming soon: Hydrogen-powered BMW
4. ↑  Christian Wüst (17 November 2006). "BMW's Hydrogen 7: Not as Green as it Seems". Spiegel Online. Retrieved 29 September 2013.